# Sonya Saranphat
Sonya Saranphat Pedersen (em tailandês: ซอนญ่า ศรัณย์ภัทร์ พีเดอร์เซน) (Bangkok, Tailândia, 19 de Abril de 1999), mais conhecida como Sonya, é uma atriz, modelo e cantora tailandesa de ascendência dinamarquesa. Se tornou conhecida após interpretar a personagem principal "Siang Pleng" da série do gênero tailandês Girls' Love, Affair.

## Biografia
Sonya nasceu em 19 de Abril de 1999 em Bangkok, capital da Tailândia e possui ascendência dinamarquesa por parte de seu pai. A atriz é formada em ciências humanas pela Bangkok University.

## Carreira
Em 2020, a atriz participou de um videoclipe do cantor tailandês CDGuntee. Um ano depois, no final de 2021, a atriz voltou a aparecer em um videoclipe, dessa vez do cantor tailandês CHIN Chinawut.
Ainda em 2021, a atriz fez uma participação na série Bad Bunny como personagem secundária.
Em 2022, esteve na série Club Friday The Series 13: Love & Belief (3 of Us) como “Khim” e, também, na série Fah Tan Tawan como “Ploynampetch”.
Em 2023, atuou na série Wongsakanayat como a personagem “Somusa”. Logo depois, deu vida a “Joenjoen” no prequel Club Friday Season 15: Moments & Memories.
Também em 2023, a atriz fez sua primeira aparição como convidada em uma série original do canal Change2561, intitulada One Night Stand.
No começo de 2024, foi anunciada como artista fixa do elenco da empresa Change2561. Meses depois, foi escalada para seu primeiro papel principal como “Siang Pleng” na série do gênero tailandês Girls' Love, Affair. A série se tornou um sucesso mundial, o que fez Sonya ganhar reconhecimento internacional ao lado de sua parceira de cena, Lookmhee Punyapat, com quem forma o duo chamado “LMSY”.

## Filmografia
| Ano  | Título                                             | Papel        | Notas                 |
| 2021 | Bad Bunny                                          |              | Personagem Secundária |
| 2022 | Club Friday The Series 13: Love & Belief (3 of Us) | Khim         | Personagem Secundária |
| 2022 | Fah Tan Tawan                                      | Ploynampetch | Personagem Secundária |
| 2023 | Wongsakanayat                                      | Somusa       | Personagem Secundária |
| 2023 | Club Friday Season 15: Moments & Memories          | Joenjoen     | Personagem Secundária |
| 2023 | One Night Stand                                    |              | Convidada             |
| 2024 | Affair                                             | Siang Pleng  | Papel principal       |
| 2025 | Harmony Secret                                     | Mewika       | Personagem Principal  |